# Grumpier Old Men
Grumpier Old Men es una película de 1995 y secuela de Grumpy Old Men. La película es protagonizada por Jack Lemmon, Walter Matthau, Ann-Margret y Sophia Loren, con Burgess Meredith, Daryl Hannah, Kevin Pollak, Katie Sagona y Ann Morgan Guilbert.

## Sinopsis
La disputa entre Max y John se ha enfriado y nuevamente se han convertido en buenos amigos. Sus hijos, Melanie y Jacob, se han comprometido. Mientras tanto, John está disfrutando de su matrimonio con su nueva esposa Ariel. John y Max todavía se llaman "burro" y "zorrillo", respectivamente, pero con intenciones amistosas.
La temporada de pesca de primavera y verano está en pleno apogeo y con ella los intentos de capturar "Catfish Hunter", un pez inusualmente grande, que parece disfrutar eludiendo a cualquiera que intente atraparlo. Sin embargo, la tienda local de carnadas cerró después de que Chuck, el anterior propietario, muriera. Allí entra Maria Ragetti; la nueva dueña de la propiedad, con la intención de convertirla en un restaurante italiano elegante.
Irritados de que ya no será una tienda de cebos, Max y John unen fuerzas para sabotear el restaurante. Al principio tienen éxito con sus bromas. Sin embargo, cuando Ariel se entera de lo que está pasando, le dice a John que se disculpe con María, y lo hace después de que Ariel lo eche de la casa. Max y Maria comienzan a salir después de descubrir una pasión compartida por la pesca, mientras su madre Francesca sale con el padre de John.
Para complicar aún más las cosas, Jacob y Melanie cancelan su compromiso debido al estrés generado por la participación de sus padres en la planeacion de la boda. Al conocer la noticia, John y Max reavivan sus rencillas y regresen a sus bromas infantiles, como John haciendo un agujero en la red de pesca de Max y cortando el ancla a su bote. Max, por su parte desconecta el motor de John y publicando una cinta donde John sale desnudo (cuando Ariel hacía una escultura de arcilla de él) en una tienda departamental. Debido a que las bromas fueron escalando, Ariel deja a John hasta que las cosas se calmen. En el restaurante, Francesca está preocupada por la cantidad de tiempo que María pasa con Max. Ella recuerda a su hija de sus cinco matrimonios fallidos, y le preocupa que Max llegue a ser seis.
Después de ser convencida de ello, María deja de ver a Max. Por otro lado, angustiado por perder a Ariel, John va al lago en busca de consejo de su padre, pero encuentra que este ha muerto en su lugar favorito, con una caña de pesca en una mano y una lata de cerveza en la otra. Después del funeral del padre de Jhon y echar sus cenizas al lago, John y Max pausan su pelea de nuevo.
Después de darse cuenta de que su incapacidad para planear la boda es lo que llevó a sus hijos a cancelarla, deciden arreglarlo. Ayudan a Jacob y Melanie a reconciliarse, explicando su drama. John decide reconciliarse con Ariel y convence a Max de hablar con María. Max lo hace y la convence de arriesgarse con él, mientras convence a su madre de que no va a ser como sus anteriores yernos. La mañana de la boda John y Max logran atrapar "Catfish Hunter", pero deciden liberarlo para que pueda permanecer simbólicamente en el lago con el padre de Gustafson.
Después de dejar ir al pez, se dan cuenta de que van tarde a la boda que se está llevando a cabo en la ciudad, y se apresuran a la iglesia tan rápido como pueden. En la boda se revela que es entre Max y María. De camino a su luna de miel, descubren al bulldog de Max Lucky en el coche con ellos, puesto allí antes por John como una broma. a la salida de la ciudad se puede apreciar un cartel de Ragetti's diciendo que es un restaurante y tienda de carnada a la vez.

## Elenco
- Walter Matthau como Max Goldman.
- Jack Lemmon como John Gustafson.
- Ann-Margret como Ariel Gustafson.
- Sophia Loren como Maria Sophia Coletta Raghetti.
- Ann Morgan Guilbert como Mama Ragetti.
- Burgess Meredith como Abuelo Gustafson.
- Daryl Hannah como Melanie Gustafson.
- Kevin Pollak como Jacob Goldman.
- Katie Sagona como  Allie.